# Claudia Kristofics-Binder
Claudia Kristofics-Binder (Vienna, 5 ottobre 1961) è un'ex pattinatrice artistica su ghiaccio austriaca, specializzata nel singolo.

## Palmarès
| Internazionali            | Internazionali | Internazionali | Internazionali | Internazionali | Internazionali | Internazionali | Internazionali |
| Evento                    | 1975–76        | 1976–77        | 1977–78        | 1978–79        | 1979–80        | 1980–81        | 1981–82        |
| ------------------------- | -------------- | -------------- | -------------- | -------------- | -------------- | -------------- | -------------- |
| Giochi olimpici invernali | 16°            |                |                |                | 7°             |                |                |
| Campionati mondiali       | 16°            | 11°            | 13°            | 7°             | 5°             | 3°             | 3°             |
| Campionati europei        | 13°            | 8°             |                |                | R              | 3°             | 1°             |
| Skate America             |                |                |                |                |                |                | 3°             |
| Skate Canada              |                |                |                | 2°             |                | 3°             |                |
| Schäfer Memorial          |                |                | 1°             |                |                |                |                |
| Prague Skate              |                | 1°             |                |                |                |                |                |
| Nazionali                 |                |                |                |                |                |                |                |
| Campionati austriaci      | 3°             | 1°             | 1°             | 1°             | 1°             | 1°             | 1°             |
| R = Ritirata              |                |                |                |                |                |                |                |